# Unternehmerpfandrecht
Das Unternehmerpfandrecht ist ein gesetzliches Pfandrecht, das dem Unternehmer als Sicherheit für seine fälligen Forderungen gegen den Besteller oder Auftraggeber zusteht und sich auf die vom Besteller in das Unternehmen eingebrachten Sachen erstreckt.

## Allgemeines
Das deutsche Zivilrecht räumt einigen Unternehmern zu Gunsten ihrer unbezahlten, fälligen Leistungen ein gesetzliches Pfandrecht ein. Es handelt sich dabei meist um Unternehmer im Sinne des § 14 Abs. 1 BGB, in deren Herrschaftsbereich bewegliche Sachen gelangen, die durch den Besteller/Auftraggeber eingebracht werden. Dazu gehören neben dem Werkunternehmer auch der Gastwirt und der Hotelier. Diese Pfandrechte sollen das Vorleistungsrisiko der Unternehmer ausgleichen (siehe z. B. § 641 BGB). Die Vorschrift des § 647 BGB sieht als Werkunternehmerpfandrecht vor, dass Unternehmern ein Pfandrecht für ihre fälligen Forderungen aus dem zwischen ihnen und dem Besteller gem. § 631 BGB geschlossenen Werkvertrag an den vom Unternehmer hergestellten oder ausgebesserten Sachen des Bestellers zusteht. Es handelt sich um ein gesetzliches Pfandrecht, das automatisch von Gesetzes wegen entsteht, also nicht erst im Werkvertrag ausdrücklich vereinbart werden muss. Dem Kunden ist meist nicht bewusst, dass auf eingebrachten Sachen latent ein Pfandrecht lastet.
Das Unternehmerpfandrecht war in Deutschland bereits seit Mai 1861 gesetzlich verankert. Einem Kaufmann stand gemäß Art. 241 Abs. 1 ADHGB gegen einen anderen Kaufmann wegen fälliger Forderungen ein Retentionsrecht an allen beweglichen Sachen des Schuldners zu. Zum Retentionsrecht gehörten später alle gesetzlichen Pfandrechte und kaufmännischen Zurückbehaltungsrechte.

## Voraussetzungen
Wie bei allen gesetzlichen Pfandrechten, so müssen auch beim Unternehmerpfandrecht die gesetzlichen Voraussetzungen erfüllt sein, damit der Unternehmer sein Pfandrecht auch durchsetzen kann.
- Unternehmer: 
Unternehmer ist derjenige, der mit dem Besteller einen Werkvertrag iSd. § 631 BGB. Der Kreis der Unternehmer ist weit gefasst; hierzu gehören insbesondere Reparaturwerkstätten (wie Kfz-Werkstätten), Bauunternehmen oder Handwerksbetriebe (wie Schreinereien, Schneidereien).
- Bewegliche Sachen: 
Vom Pfandrecht werden nur bewegliche Sachen und Inhaberpapiere erfasst, nicht dagegen Orderpapiere oder Rektapapiere. Im Regelfall kommen nur die vom Unternehmer ausgebesserten Sachen für das Pfandrecht in Frage. Sie müssen in den Herrschaftsbereich des Unternehmers gelangen (also in das Unternehmen oder dessen Lagerräume, Garagen).
- Eigentum: 
 Die Sachen müssen Alleineigentum des Bestellers sein, bloßer Besitz (etwa Leasing, Miete) reicht hingegen nicht aus. Der Unternehmer erwirbt an von ihm reparierten Sachen, die dem Besteller nicht gehören, regelmäßig kein gesetzliches Unternehmerpfandrecht.[1] Gesetzliche Pfandrechte sind als reine Sicherung der schuldrechtlichen Forderung gedacht, so dass sie nur gegen den Schuldner der Forderung wirken können.[2] Unter Eigentumsvorbehalt dem Besteller gelieferte Sachen unterliegen hinsichtlich des Anwartschaftsrechts dem gesetzlichen Pfandrecht, sofern sie eingebracht wurden.[3] Mit vollständiger Bezahlung der Vorbehaltsware setzt sich das Pfandrecht am Eigentum fort. Ein Pfandrecht entsteht jedoch nicht, wenn Vorbehaltswaren vor ihrer Einbringung auf das Unternehmergrundstück sicherungsübereignet wurden (betrifft insbesondere kreditfinanzierte Kfz, die in der Werkstatt repariert werden).
- Einbringen: 
  ist der rein tatsächliche Vorgang des gewollten Hineinschaffens beweglicher Sachen in die Herrschaftsräume des Unternehmers. Das Pfandrecht entsteht nur an solchen Sachen, die mit Willen des Bestellers während seines Aufenthaltes in den Herrschaftsbereich der Unternehmerräume hineingeschafft werden. Dabei kommt es nicht auf den Willen des Entstehens eines Pfandrechts beim Besteller an.
- Wegnahme: 
 Werden eingebrachte Sachen aus dem Herrschaftsbereich entfernt, erlischt das Unternehmerpfandrecht (analog zu § 704 Satz 2 BGB, i. V. m. § 562a Satz 1 BGB).

## Strenge Akzessorietät
Das Unternehmerpfandrecht sichert Forderungen aus dem Werkvertrag, und zwar den Vergütungsanspruch aus §§ 631, § 632 BGB, den Entschädigungsanspruch aus § 642 BGB, den Anspruch aus § 645 BGB sowie Schadensersatzansprüche wegen Vertragsverletzung aus § 280 BGB und ist damit streng akzessorisch. Andere Forderungen werden hiermit indes nicht gesichert.

## Durchsetzung
Werden die fälligen Forderungen des Unternehmers nicht oder nicht vollständig bezahlt, so kann er der Mitnahme der vom Besteller eingebrachten Sachen unter obigen Voraussetzungen widersprechen und von seinem Pfandrecht Gebrauch machen. Pfandreife tritt ein, sobald die gesicherte Forderung fällig geworden ist. Dann darf die Verwertung des Pfandrechts durch Pfandverkauf erfolgen (§ 1228 BGB). Der Regelfall ist die öffentliche Versteigerung nach § 1235 BGB, wobei die erzielten Versteigerungserlöse zum Ausgleich der Forderungen dienen.
Der Unternehmer darf auch durch anderes Personal – als seinem Vertreter – der Entfernung der eingebrachten Sachen widersprechen, sofern es sich um der Pfändung unterworfene Sachen handelte. Nimmt der Besteller die gepfändeten Sachen mit, hat er möglicherweise das gesetzliche Pfandrecht des Unternehmers beeinträchtigt und ihm damit einen Vermögensnachteil zugefügt; denn das Pfandrecht gehört als ein Vermögensrecht zum Vermögen des Unternehmers. Der Unternehmer hat das Recht, im Rahmen der Notwehr auch mit Gewalt die Mitnahme der gepfändeten Sachen durch den Besteller zu verhindern (§ 32 StGB).

## International
Ein Unternehmer hat in Österreich nach § 369 Abs. 1 UGB für die fälligen Forderungen, die ihm gegen einen anderen Unternehmer aus den zwischen ihnen geschlossenen unternehmensbezogenen Geschäften zustehen, ein gesetzliches Zurückbehaltungsrecht an den beweglichen Sachen und Wertpapieren des Schuldners, die mit dessen Willen auf Grund von unternehmensbezogenen Geschäften in seinen Besitz gelangt sind. Der Kommissionär hat ein Pfandrecht gemäß § 397 UGB am Kommissionsgut, der Spediteur gemäß § 410 UGB wegen der Fracht, der Provision, der Auslagen und Verwendungen sowie wegen der auf das Frachtgut gegebenen Vorschüsse ein Pfandrecht an dem Gut, sofern er es noch im Besitz hat, insbesondere mittels Konnossements, Ladescheins oder Lagerscheins darüber verfügen kann. Der Lagerhalter besitzt gemäß § 421 UGB an den gelagerten Sachen ein Pfandrecht wegen der Lagerkosten, der Frachtführer gemäß § 440 UGB wegen der Fracht.
In der Schweiz können bewegliche Sachen und Wertpapiere, die sich mit Willen des Schuldners im Besitz des Gläubigers befinden, von diesem gemäß Art. 895 ZGB bis zur Befriedigung für seine Forderung zurückbehalten werden, wenn die Forderung fällig ist und ihrer Natur nach mit dem Gegenstand der Retention in Zusammenhang steht. Der Gläubiger hat das Retentionsrecht, soweit nicht Dritten Rechte aus früherem Besitz zustehen, auch dann, wenn die Sache, die er in gutem Glauben empfangen hat, nicht dem Schuldner gehört. Bei Zahlungsunfähigkeit des Schuldners hat der Gläubiger das Retentionsrecht auch dann, wenn seine Forderung nicht fällig ist (Art. 897 Abs. 1 ZGB). Im schweizerischen Schuldbetreibungs- und Konkursrecht berechtigt das Retentionsrecht zu einer Betreibung auf Pfandverwertung (Art. 37 Abs. 2 in Verbindung mit Art. 151 ff. SchKG). Ferner gibt es das Bauhandwerkerpfandrecht nach Art. 837 Abs. 1 Ziff. 3 und Abs. 2 ZGB sowie Art. 839 ff. ZGB.